# Stortjärnen (Särna socken, Dalarna, 683430-134633)
Stortjärnen är en sjö i Älvdalens kommun i Dalarna och ingår i Dalälvens huvudavrinningsområde.